# 93ste Oscaruitreiking
De 93ste Oscaruitreiking, waarbij prijzen werden uitgereikt aan de beste prestaties in films uit 2020, vond op 25 april 2021 plaats in het Union Station in Los Angeles. De nominaties werden op 15 maart bekendgemaakt door Nick Jonas en Priyanka Chopra.
De prijsuitreiking stond gepland voor 28 februari 2021, maar door de gevolgen van de coronapandemie op de bioscoop- en filmindustrie werd de ceremonie in juni 2020 met twee maanden uitgesteld. Daardoor werd ook de periode waarin films in aanmerking konden komen voor een Oscarnominatie verlengd. De Academy of Motion Picture Arts and Sciences besloot bovendien om tijdelijk niet alleen films met een traditionele bioscoopvertoning mee te laten dingen, maar ook films die uitsluitend via streaming, video on demand of in een drive-inbioscoop werden uitgebracht. Bioscopen waren immers door de coronapandemie een groot deel van het jaar gesloten, waardoor veel films niet in de bioscoop konden worden vertoond en alleen via streamingdiensten te zien waren.
In april 2020 werden de twee categorieën voor geluid (geluidsmixing en geluidsbewerking) opnieuw tot één categorie samengevoegd door de Academy.

## Winnaars en genomineerden
De winnaars staan bovenaan in vet lettertype.

### Beste film
- Nomadland
  - The Father
  - Judas and the Black Messiah
  - Mank
  - Minari
  - Promising Young Woman
  - Sound of Metal
  - The Trial of the Chicago 7

### Beste regisseur
- Chloé Zhao – Nomadland
  - Lee Isaac Chung – Minari
  - Emerald Fennell – Promising Young Woman
  - David Fincher – Mank
  - Thomas Vinterberg – Another Round

### Beste mannelijke hoofdrol
- Anthony Hopkins – The Father
  - Riz Ahmed – Sound of Metal
  - Chadwick Boseman – Ma Rainey's Black Bottom
  - Gary Oldman – Mank
  - Steven Yeun – Minari

### Beste vrouwelijke hoofdrol
- Frances McDormand – Nomadland
  - Viola Davis – Ma Rainey's Black Bottom
  - Andra Day – The United States vs. Billie Holiday
  - Vanessa Kirby – Pieces of a Woman
  - Carey Mulligan – Promising Young Woman

### Beste mannelijke bijrol
- Daniel Kaluuya – Judas and the Black Messiah
  - Sacha Baron Cohen – The Trial of the Chicago 7
  - Leslie Odom jr. – One Night in Miami
  - Paul Raci – Sound of Metal
  - Lakeith Stanfield – Judas and the Black Messiah

### Beste vrouwelijke bijrol
- Youn Yuh-jung – Minari
  - Maria Bakalova – Borat Subsequent Moviefilm
  - Glenn Close – Hillbilly Elegy
  - Olivia Colman – The Father
  - Amanda Seyfried – Mank

### Beste originele scenario
- Promising Young Woman – Emerald Fennell
  - Judas and the Black Messiah – Will Berson, Shaka King, Kenny Lucas en Keith Lucas
  - Minari – Lee Isaac Chung
  - Sound of Metal – Darius Marder, Abraham Marder en Derek Cianfrance
  - The Trial of the Chicago 7 – Aaron Sorkin

### Beste bewerkte scenario
- The Father – Christopher Hampton en Florian Zeller
  - Borat Subsequent Moviefilm – Sacha Baron Cohen, Anthony Hines, Dan Swimer, Peter Baynham, Erica Rivinoja, Dan Mazer, Jena Friedman, Lee Kern en Nina Pedrad
  - Nomadland – Chloé Zhao
  - One Night in Miami – Kemp Powers
  - The White Tiger – Ramin Bahrani

### Beste internationale film
- Another Round – Denemarken
  - Better Days – Hongkong
  - Collective – Roemenië
  - The Man Who Sold His Skin – Tunesië
  - Quo Vadis, Aida? – Bosnië en Herzegovina

### Beste animatiefilm
- Soul – Pete Docter en Dana Murray
  - Onward – Dan Scanlon en Kori Rae
  - Over the Moon – Glen Keane, Gennie Rim en Peilin Chou
  - A Shaun the Sheep Movie: Farmageddon – Richard Phelan, Will Becher en Paul Kewley
  - Wolfwalkers – Tomm Moore, Ross Stewart, Paul Young en Stéphan Roelants

### Beste documentaire
- My Octopus Teacher – Pippa Ehrlich, James Reed en Craig Foster
  - Collective – Alexander Nanau en Bianca Oana
  - Crip Camp – Nicole Newnham, Jim LeBrecht en Sara Bolder
  - The Mole Agent – Maite Alberdi en Marcela Santibañez
  - Time – Garrett Bradley, Lauren Domino en Kellen Quinn

### Beste camerawerk
- Mank – Erik Messerschmidt
  - Judas and the Black Messiah – Sean Bobbitt
  - News of the World – Dariusz Wolski
  - Nomadland – Joshua James Richards
  - The Trial of the Chicago 7 – Phedon Papamichael

### Beste montage
- Sound of Metal – Mikkel E.G. Nielsen
  - The Father – Yorgos Lamprinos
  - Nomadland – Chloé Zhao
  - Promising Young Woman – Frédéric Thoraval
  - The Trial of the Chicago 7 – Alan Baumgarten

### Beste productieontwerp
- Mank – Donald Graham Burt en Jan Pascale
  - The Father – Pete Francis en Cathy Featherstone
  - Ma Rainey's Black Bottom – Mark Ricker, Karen O'Hara en Diana Stoughton
  - News of the World – David Crank en Elizabeth Keenan
  - Tenet – Nathan Crowley en Kathy Lucas

### Beste originele muziek
- Soul – Trent Reznor, Atticus Ross en Jon Batiste
  - Da 5 Bloods – Terence Blanchard
  - Mank – Trent Reznor en Atticus Ross
  - Minari – Emile Mosseri
  - News of the World – James Newton Howard

### Beste originele nummer
- "Fight for You" uit Judas and the Black Messiah – Muziek: H.E.R. en Dernst Emile II, tekst: H.E.R. en Tiara Thomas
  - "Hear My Voice" uit The Trial of the Chicago 7 – Muziek: Daniel Pemberton, tekst: Daniel Pemberton en Celeste Waite
  - "Husavik" uit Eurovision Song Contest: The Story of Fire Saga – Muziek en tekst: Savan Kotecha, Fat Max Gsus en Richard Göransson
  - "Io Sì (Seen)" uit The Life Ahead – Muziek: Diane Warren, tekst: Diane Warren en Laura Pausini
  - "Speak Now" uit One Night in Miami – Muziek en tekst: Leslie Odom jr. en Sam Ashworth

### Beste geluid
- Sound of Metal – Nicolas Becker, Jaime Baksht, Michelle Couttolenc, Carlos Cortés en Phillip Bladh
  - Greyhound – Warren Shaw, Michael Minkler, Beau Borders en David Wyman
  - Mank – Ren Klyce, Jeremy Molod, David Parker, Nathan Nance en Drew Kunin
  - News of the World – Oliver Tarney, Mike Prestwood Smith, William Miller en John Pritchett
  - Soul – Ren Klyce, Caya Elliott en David Parker

### Beste visuele effecten
- Tenet – Andrew Jackson, David Lee, Andrew Lockley en Scott Fisher
  - Love and Monsters – Matt Sloan, Genevieve Camilleri, Matt Everitt en Brian Cox
  - The Midnight Sky – Matthew Kasmir, Christopher Lawrence, Max Solomon en David Watkins
  - Mulan – Sean Faden, Anders Langlands, Seth Maury en Steve Ingram
  - The One and Only Ivan – Nick Davis, Greg Fisher, Ben Jones en Santiago Colomo Martinez

### Beste kostuumontwerp
- Ma Rainey's Black Bottom – Ann Roth
  - Emma – Alexandra Byrne
  - Mank – Trish Summerville
  - Mulan – Bina Daigeler
  - Pinocchio – Massimo Cantini Parrini

### Beste grime en haarstijl
- Ma Rainey's Black Bottom – Sergio Lopez-Rivera, Mia Neal en Jamika Wilson
  - Emma – Marese Langan, Laura Allen en Claudia Stolze
  - Hillbilly Elegy – Eryn Krueger Mekash, Matthew Mungle en Patricia Dehaney
  - Mank – Gigi Williams, Kimberley Spiteri en Colleen LaBaff
  - Pinocchio – Mark Coulier, Dalia Colli en Francesco Pegoretti

### Beste korte film
- Two Distant Strangers – Travon Free en Martin Desmond Roe
  - Feeling Through – Doug Roland en Susan Ruzenski
  - The Letter Room – Elvira Lind en Sofia Sondervan
  - The Present – Farah Nabulsi en Ossama Bawardi
  - White Eye – Tomer Shushan en Shira Hochman

### Beste korte animatiefilm
- If Anything Happens I Love You – Will McCormack en Michael Govier
  - Burrow – Madeline Sharafian en Michael Capbarat
  - Genius Loci – Adrien Mérigeau en Amaury Ovise
  - Opera – Erick Oh
  - Yes-People – Gísli Darri Halldórsson en Arnar Gunnarsson

### Beste korte documentaire
- Colette – Anthony Giacchino en Alice Doyard
  - A Concerto Is a Conversation – Ben Proudfoot en Kris Bowers
  - Do Not Split – Anders Hammer en Charlotte Cook
  - Hunger Ward – Skye Fitzgerald en Michael Scheuerman
  - A Love Song for Latasha – Sophia Nahli Allison en Janice Duncan

## Films met meerdere nominaties
De volgende films ontvingen meerdere nominaties:
| Nominaties | Film                        | Awards |
| ---------- | --------------------------- | ------ |
| 10         | Mank                        | 2      |
| 6          | The Father                  | 2      |
| 6          | Judas and the Black Messiah | 2      |
| 6          | Minari                      | 1      |
| 6          | Nomadland                   | 3      |
| 6          | Sound of Metal              | 2      |
| 6          | The Trial of the Chicago 7  |        |
| 5          | Ma Rainey's Black Bottom    | 2      |
| 5          | Promising Young Woman       | 1      |
| 4          | News of the World           |        |
| 3          | One Night in Miami          |        |
| 3          | Soul                        | 2      |
| 2          | Another Round               | 1      |
| 2          | Borat Subsequent Moviefilm  |        |
| 2          | Collective                  |        |
| 2          | Emma                        |        |
| 2          | Hillbilly Elegy             |        |
| 2          | Mulan                       |        |
| 2          | Pinocchio                   |        |
| 2          | Tenet                       | 1      |